# 八幡神社 (瑞浪市山田町)
八幡神社（はちまんじんじゃ）は、岐阜県瑞浪市山田町に鎮座する神社（八幡神社）。
下山田八幡神社とも称す。

## 概要
瑞浪市山田町の一部（下山田）の産土神である。
創建時期は不詳。寛文八年（1668年）に神宮寺として八幡山神誓寺が創建されていることから、八幡神社はそれ以前の創建と推測される。
かつては八幡宮と呼称され、八幡山神誓寺の影響で神仏習合の神社であったが、1868年（明治元年）の神仏分離により境内の仏教関連の施設は撤去される。1873年（明治6年）に村社となり、同時に八幡神社に改称する。
戦後、岐阜県神社庁により白幣社に指定される。

## 祭神
- 誉田別尊

## 境内社の祭神
- 大帯姫命
- 大鷦鷯命

## 文化財
下山田八幡神社の陶製狛犬
- 阿形像は高さ36.5cm、吽形像は高さ25.8cm。背面には宝永五年（1708年）に奉納されたことを示す刻銘がある。2016年（平成28年10月31日）に瑞浪市の有形文化財に指定される[2][3]。
- 狛犬は1995年（平成7年）に盗難にあい、骨董商に売却されていた[3][4]。その後、別の骨董商に転売されたが、2015年（平成27年）10月に骨董商から寄附され、約20年振りに八幡神社に戻った[3][4]。2025年現在、狛犬は瑞浪市陶磁資料館で保管、展示されている[2]。